# Кроссоромбы
Кроссоромбы (лат. Crossorhombus) — род донных лучепёрых рыб из семейства ботовых (Bothidae) отряда камбалообразных (Pleuronectiformes), обитающих в индо-западных и северо-западных водах Тихого океана. Максимальная длина тела представителей рода от 12 (Crossorhombus kobensis) до 18 см (Crossorhombus azureus).

## Классификация
В род включают 5 видов:
- Crossorhombus azureus (Alcock, 1889)
- Crossorhombus howensis Hensley & J. E. Randall, 1993
- Crossorhombus kanekonis (S. Tanaka (I), 1918)
- Crossorhombus kobensis (D. S. Jordan & Starks, 1906)
- Crossorhombus valderostratus (Alcock, 1890)